# TYC 8241 2652
TYC 8241 2652 é uma estrela localizada na constelação de centauro, a 456 anos-luz da Terra.